# 青木英五郎
青木 英五郎（あおき えいごろう、1909年12月9日 - 1981年1月3日）は、神奈川県横須賀市出身の日本の裁判官。弁護士。

## 人物
裁判官時代は、刑事裁判における事実認定、証拠判断についての研究で知られた。八海事件について、最高裁が1962年広島高裁の無罪判決を破棄したことに「義憤を感じ」、裁判官を退官して、弁護士として同事件の弁護団に加わった（なお、同事件は差戻控訴審で有罪判決が出されたが、第三次上告審で無罪となった）。また、仁保事件、狭山事件などにも関わり、主に誤判・冤罪問題についての著書を多数著した。晩年は、弁護士活動の経験、直接には狭山事件に対する控訴審判決、上告棄却決定における職業裁判官への失望から、陪審制推進論者となった。また、裁判官の立場から、裁判官の戦争責任について論じたことでも知られている。

## 経歴
- 1934年3月 旧制芝中学校を経て、京都帝国大学法学部卒業
- 1935年 高等文官司法科試験合格
- 1936年5月 司法官試補
- 1937年12月 鹿児島地方裁判所予備判事
- 1938年6月 同裁判所判事
- 1940年2月 高松区裁判所判事
- 1941年6月 京都区裁判所判事
- 1942年12月 陸軍司政官
- 1946年2月 復員し、京都地方裁判所判事
- 1947年12月 京都簡易裁判所判事
- 1948年8月 兼京都地方裁判所判事、この年、司法研究員
- 1953年1月 京都地方裁判所民事部総括判事
- 1956年 司法研究員
- 1957年4月 司法研修所刑事裁判教官
- 1959年11月 大阪高等裁判所判事
- 1961年5月 大阪地方裁判所刑事部総括判事
- 1962年
  - 3月 京都大学より法学博士号（旧制）を授与される
  - 11月 判事退官し、弁護士登録（京都弁護士会）、のち大阪弁護士会に登録

## 著作
- 『英米刑事手続における交互尋問と証言調書（制度と実際）』（司法研修所、1950年）
- 『証拠評価の方法－自由心証主義における論理法則および経験法則の分析』（司法研修所、1960年）
- 『事実誤認の実証的研究－自白を中心として』（武蔵書房、1960年）
- 『刑事裁判の論理－裁判の弁証法的考察』（酒井書店、1961年）
- 『裁判官の戦争責任』（日本評論社、1963年、増補版1971年）
- 『誤判にいたる病－自由心証の病理について』（一粒社、1967年）
- 『八海事件－その真相と訴え』（日本国民救援会、1967年）
- 『自白過程の研究－仁保事件の録音による』（一粒社、1969年）
- 『裁判を見る眼－廣津和郎の裁判批判』（一粒社、1971年）
- 『市民のための刑事訴訟法－もし逮捕されたら』（合同出版、1973年）
- 『「狭山裁判」批判』（辺境社、1975年）
- 『逃げる裁判官』（社会思想社、1979年）
- 『日本の刑事裁判－冤罪を生む構造』（岩波書店、岩波新書、1979年）
- 『陪審裁判』（朝日新聞社、朝日選書、1981年）
- 青木英五郎著作集刊行委員会編『青木英五郎著作集 I～III』（田畑書店、1986年）